# 성광온누리학교
성광온누리학교는 충청남도 논산시에 있는 공립 특수학교이다.

## 연혁
- 2018년 3월 1일 : 폐교된 옛 성광초등학교 자리에 성광온누리학교 개교[1]
- 2018년 3월 1일 :  제1대 심우길 교장 취임
- 2018년 3월 1일 : 유치 1학급, 초등 7학급, 중등 5학급, 고등 3학급, 전공 4학급, 계 20학급 편성
- 2018년 3월 5일 : 성광온누리학교 제1회 입학식
- 2019년 1월 31일 : 성광온누리학교 1회 졸업식(유2, 초1, 중7, 고4, 전 13) 총 27명 졸업
- 2019년 3월 1일 : 유치 1학급, 초등 8학급, 중등 4학급, 고등 4학급, 전공 4학급, 계 21학급 편성
- 2019년 3월 4일 : 성광온누리학교 제2회 입학식
- 2020년 1월 31일 : 성광온누리학교 2회 졸업식(유3, 초1, 중5, 고3, 전16) 총 31명 졸업
- 2020년 3월 1일 : 제2대 김종만 교장 취임
- 2020년 3월 1일 : 유치 1학급, 초등 8학급, 중등 5학급, 고등 4학급, 전공 4학급, 계 22학급 편성
- 2020년 4월 9일 : 성광온누리학교 제3회 입학식
- 2021년 2월 5일 : 성광온누리학교 3회 졸업식(유1, 초2, 중7, 고6, 전13) 총 29명 졸업
- 2021년 3월 1일 : 유치 1학급, 초등 9학급, 중등 4학급, 고등 4학급, 전공 4학급, 계 22학급 편성
- 2021년 3월 2일 : 성광온누리학교 제4회 입학식
- 2022년 2월 11일 : 성광온누리학교 4회 졸업식(유3, 초5, 중4, 고6, 전12) 총 30명 졸업
- 2022년 3월 1일 : 제3대 송선옥 교장 취임
- 2022년 3월 1일 : 유치 1학급, 초등 9학급, 중등 7학급, 고등 5학급, 전공 4학급, 계 26학급 편성
- 2022년 3월 2일 : 성광온누리학교 제5회 입학식
- 2025년 1월 9일 : 성광온누리학교 제7회 졸업식(유1 초13 중12 고8 전8) 총 42명 졸업
- 2025년 3월 1일 : 제4대 이종권 교장 취임
- 2025년 3월 4일 : 성광온누리학교 제8회 입학식 31학급(학생 166명)